# Aleiodes inopinus
Aleiodes inopinus är en stekelart som först beskrevs av Van Achterberg 1991.  Aleiodes inopinus ingår i släktet Aleiodes och familjen bracksteklar. Inga underarter finns listade i Catalogue of Life.